# Macrostomus mundurucu
Macrostomus mundurucu är en tvåvingeart som beskrevs av Smith 1962. Macrostomus mundurucu ingår i släktet Macrostomus och familjen dansflugor. Inga underarter finns listade i Catalogue of Life.